# Гори Ехо
Гори Ехо (лат. Echus Montes) — компактна група гір на планеті Марс, розташована у квадранглі Lunae Palus, за координатами 7°49′ пн. ш. 282°03′ сх. д. / 7.81° пн. ш. 282.05° сх. д. Свою назву ці гори отримали 1985 року від назви класичної деталі альбедо, яка, своєю чергою, була названа на честь ореади (гірської німфи) Ехо.
Гори перебувають у низині, яка південніше переходить у каньйон Ехо (лат. Echus Chasma). На північний схід від цих гір розташований хаос Эхо.
На прямо протилежному кінці планети розташовані гори Лівії (лат. Libya Montes).
|                                            |
| Echus Montes, знімок виконано камерою CTX. |